# Шахтар (футбольний клуб, Солігорськ)
«Шахтар» (біл. ФК Шахцёр) — білоруський футбольний клуб із Солігорська, заснований у 1961 році. Виступає в найвищому дивізіоні Білорусі. У 1971 році клуб об'єднав два солігорські клуби — «Хімік» та «Гірник».

## Історія
Одразу після заснування міста Солігорськ місцеві трудові колективи регулярно проводили футбольні ігри. Восени 1961 була створена збірна поселення, яка в першому ж матчі з рахунком 5:0 розгромила команду міста Старобін. Згодом було ухвалено рішення про створення місцевої команди «ФК Шахтар», яка одразу ж була заявлена у чемпіонат Мінської області. У 1964 році завдяки перемозі на обласному рівні команда отримала запрошення до участі в чемпіонаті БРСР.
Солігорський «Шахтар» розпочав виступи у одній з трьох груп, на які розподілялося тогочасне змагання. Однак у підсумку втішних скутків показати не змогла, оскільки посіла сьоме місце з восьми можливих. У такому самому дусі пройшов і наступний чемпіонат. У 1966 було запроваджено реформи, тому чемпіонат зазнав змін у формулі свого проведення. Команди були розподілені на дві ліги, що мали ярусний характер. «Шахтар» потрапив у нижчу лігу та за загальними підсумками сезону знову посів сьоме місце. По закінченню сезону команда зазнала величезної кількості критики через незадовільну якість поля. Наступного року кількість команд у другій лізі збільшилася, що дозволило розподілити команди на дві підгрупи. «Шахтар» на початку того сезону показав впевнену гру, однак під кінець дещо збавив оберти і посів четверте місце у своїй підгрупі.
У 1968 році список учасників другої ліги поповнила ще одна солігорська команда — «Гірник», яка проте відразу стала одним з аутсайдерів турніру, в той час як «Шахтар» посів першу сходинку не тільки у своїй зоні, а й у наступному перехідному турнірі, пробившись таким чином у вищу лігу чемпіонату БРСР. Протриматися у вищій лізі БРСР «Шахтарю» вдалося не довго — за підсумками першого ж сезону команда посіла передостаннє місце в вилетіла у другу лігу.
У незалежній Білорусі команда показує впевнену гру у вищій лізі Білорусі. У 2005 році команда вперше стала чемпіонами Білорусі з футболу, у 2004, 2014 та 2019 роках — володарями Кубку Білорусі. У 2020 «Шахтар» вдруге здобув чемпіонський титул  та став володарем Суперкубку Білорусі.  У 2021 році команда втретє стала чемпіоном Білорусі з футболу. Четвертий чемпіонський титул команда здобула в 2022 році. У 2023 році команда вдруге стала володарем Суперкубку Білорусі.
11 травня 2023 року після скандалу з договірними матчами клуб був позбавлений титулу чемпіона 2022 року та позбавлений 30 очок у сезоні 2023 року, а також 20 очок за участь у сезоні 2024 року.

## Досягнення
Чемпіонат Білорусі
- Чемпіон (3): 2005, 2020, 2021
- Срібний призер (6): 2010, 2011, 2012, 2013, 2016, 2018
- Бронзовий призер (8): 2002, 2004, 2006, 2007, 2014, 2015, 2017, 2019

Кубок Білорусі
- Володар кубка (3): 2004, 2014, 2019
- Фіналіст (4): 2006, 2008, 2009, 2015

Суперкубок Білорусі
- Володар суперкубка (2): 2021, 2023

Кубок Співдружності
- Фіналіст (1): 2011

## Склад команди
Станом на березень 2021
| №  | Поз. | Нац.       | Гравець            |
| -- | ---- | ---------- | ------------------ |
| 1  | ВР   | Білорусь   | Сергій Чернік      |
| 4  | ЗХ   | Білорусь   | Руслан Хадаркевич  |
| 5  | ЗХ   | Сербія     | Никола Антич       |
| 6  | ЗХ   | Білорусь   | Андрій Макаренко   |
| 7  | НП   | Узбекистан | Шахзод Убайдуллаєв |
| 8  | ПЗ   | Албанія    | Валон Ахмеді       |
| 11 | ПЗ   | Грузія     | Гега Діасамідзе    |
| 15 | ЗХ   | Білорусь   | Сергій Політевич   |
| 17 | ЗХ   | Білорусь   | Віктор Сотніков    |
| 18 | ПЗ   | Білорусь   | Микита Корзун      |
| 19 | НП   | Білорусь   | Дмитро Подстрелов  |
| 20 | ЗХ   | Білорусь   | Олександр Сачивко  |
| 21 | ЗХ   | Білорусь   | Єгор Філіпенко     |
| 22 | ПЗ   | Білорусь   | Ігор Стасевич      |

| №  | Поз. | Нац.       | Гравець            |
| -- | ---- | ---------- | ------------------ |
| 25 | НП   | Нігерія    | Сандей Акінбуле    |
| 27 | ПЗ   | Словаччина | Юліус Шеке         |
| 28 | НП   | Сербія     | Ігор Іванович      |
| 30 | ВР   | Білорусь   | Олександр Гутор    |
| 31 | НП   | Україна    | Роман Дебелко      |
| 33 | ПЗ   | Нігерія    | Езе Вінсент Океухе |
| 35 | ВР   | Білорусь   | Павло Чесновський  |
| 39 | ВР   | Білорусь   | Ігор Малащинський  |
| 67 | ЗХ   | Білорусь   | Роман Бегунов      |
| 77 | ПЗ   | Білорусь   | Юрій Кендиш        |
| 88 | НП   | Гамбія     | Дембо Дарбо        |
| 91 | ВР   | Білорусь   | Максим Бєлов       |
| 99 | ПЗ   | Білорусь   | Гліб Шевченко      |

## Виступи в єврокубках
Станом на 15 Серпня 2019.
| Сезон   | Змагання        | Раунд |                      | Клуб                  | Перша гра       | Друга гра                |
| ------- | --------------- | ----- | -------------------- | --------------------- | --------------- | ------------------------ |
| 2001–02 | Кубок УЄФА      | КР    | Болгарія             | ЦСКА Софія            | 1–2 (Вдома)     | 1–3 (На виїзді)          |
| 2003    | Кубок Інтертото | 1Р    | Північна Ірландія    | Ома Таун              | 1–0 (Вдома)     | 7–1 (На виїзді)          |
| 2003    | Кубок Інтертото | 2Р    | Хорватія             | Цибалія               | 1–1 (Вдома)     | 2–4 (На виїзді)          |
| 2004–05 | Кубок УЄФА      | 1К    | Молдова              | Ністру                | 1–1 (На виїзді) | 1–2 (Вдома)              |
| 2006–07 | Ліга чемпіонів  | 1К    | Боснія і Герцеговина | Широкі Брієг          | 0–1 (Вдома)     | 0–1 (На виїзді)          |
| 2007    | Кубок Інтертото | 1Р    | Вірменія             | Арарат Єреван         | 4–1 (Вдома)     | 0–2 (На виїзді)          |
| 2007    | Кубок Інтертото | 2Р    | Україна              | Чорноморець           | 2–4 (На виїзді) | 0–2 (Вдома)              |
| 2008    | Кубок Інтертото | 1Р    | Польща               | Краковія              | 2–1 (На виїзді) | 3–0 (Вдома)              |
| 2008    | Кубок Інтертото | 2Р    | Австрія              | Штурм                 | 0–2 (На виїзді) | 0–0 (Вдома)              |
| 2011–12 | Ліга Європи     | 2К    | Латвія               | Вентспілс             | 0–1 (Вдома)     | 2–3 (На виїзді)          |
| 2012–13 | Ліга Європи     | 2К    | Австрія              | Рід                   | 1–1 (Вдома)     | 0–0 (На виїзді)          |
| 2013–14 | Ліга Європи     | 2К    | Молдова              | Мілсамі               | 1–1 (Вдома)     | 1–1 (п. 2–4) (На виїзді) |
| 2014–15 | Ліга Європи     | 2К    | Ірландія             | Деррі Сіті            | 1–0 (На виїзді) | 5–1 (Вдома)              |
| 2014–15 | Ліга Європи     | 3К    | Бельгія              | Зюлте-Варегем         | 5–2 (На виїзді) | 2–2 (Вдома)              |
| 2014–15 | Ліга Європи     | ПО    | Нідерланди           | ПСВ                   | 0–1 (На виїзді) | 0–2 (Вдома)              |
| 2015–16 | Ліга Європи     | 1К    | Північна Ірландія    | Гленавон              | 2–1 (На виїзді) | 3–0 (Вдома)              |
| 2015–16 | Ліга Європи     | 2К    | Австрія              | Вольфсбергер          | 0–1 (Вдома)     | 0–2 (На виїзді)          |
| 2016–17 | Ліга Європи     | 1К    | Фарерські острови    | НСІ Рунавік           | 2–0 (На виїзді) | 5–0 (Вдома)              |
| 2016–17 | Ліга Європи     | 2К    | Словенія             | Домжале               | 1–1 (Вдома)     | 1–2 (На виїзді)          |
| 2017–18 | Ліга Європи     | 1К    | Литва                | Судува                | 0–0 (Вдома)     | 1–2 (На виїзді)          |
| 2018–19 | Ліга Європи     | 1К    | Уельс                | Коннаг'с Куей Номандс | 3–1 (На виїзді) | 2–0 (Вдома)              |
| 2018–19 | Ліга Європи     | 2К    | Польща               | Лех Познань           | 1–1 (Вдома)     | 1–3 дод.ч. (На виїзді)   |
| 2019–20 | Ліга Європи     | 1К    | Мальта               | Гіберніанс            | 1–0 (Вдома)     | 1–0 (На виїзді)          |
| 2019–20 | Ліга Європи     | 2К    | Данія                | Есб'єрг               | 2–0 (Вдома)     | 0–0 (На виїзді)          |
| 2019–20 | Ліга Європи     | 3К    | Італія               | Торіно                | 0–5 (На виїзді) | 1–1 (Вдома)              |